# Consilium de Emendanda Ecclesia
Il Consilium de Emendanda Ecclesia è stato un documento consegnato a Papa Paolo III nel 1537 relativo ai problemi presenti nella Chiesa cattolica e redatto da una commissione da lui nominata circa un anno prima.
La commissione incaricata di analizzare la situazione della Chiesa era presieduta dal cardinale Gasparo Contarini e ne fecero parte: Girolamo Aleandro, Tommaso Badia, Giovanni Pietro Carafa (poi papa Paolo IV), Gregorio Cortese, Federigo Fregoso, Gian Matteo Giberti, Reginald Pole e Jacopo Sadoleto. Il loro rapporto fu letto a Paolo III il 9 marzo 1537.
Paolo III accettò le raccomandazioni ma non si impegnò a sufficienza per ottenere cambiamenti immediati. Il rapporto confidenziale fu pubblicato illegalmente nel 1538 e godette di un'ampia diffusione. Martin Lutero pubblicò una versione tedesca, completata da sarcastiche annotazione ai marginii. Johannes Sturm analizzò più seriamente il Consilium, plaudendo allo sforzo compiuto dalla Chiesa cattolica per risolvere alcune delle sue più evidenti problematiche, ma mostrando grande preoccupazione nel caso la Chiesa avesse potuto riformarsi senza dare una maggiore importanza al Vangelo.
La seconda parte del testo entra nel cuore del problema, esaminando nei dettagli i "mali" che affliggono la Chiesa: le ordinazioni sacerdotali, celebrate con molta superficialità, ammettendo all'ordine uomini indegni e di "cattivi costumi"; l'attribuzione delle diocesi, da molti vescovi individuate come fonte continua di cespiti e "giovamento delle proprie utilità", non disdegnando tanto il cumulo di altri benefici, tanto il commercio degli stessi in funzione del "mero guadagno".
Le proposte contenute nel Consilium de emendanda ecclesia non trovarono subito attuazione, sebbene molti dei suggerimenti furono alla base delle successive riforme.